# Вереміївська волость
Вереміївська волость — адміністративно-територіальна одиниця Золотоніського повіту Полтавської губернії з центром у містечку Вереміївка.
Станом на 1885 рік складалася з 1 поселення, 6 сільських громад. Населення — 11226 осіб (5473 чоловічої статі та 5753 — жіночої), 1417 дворових господарств.
|                     | Площа, десятин | У тому числі орної, дес. |
| ------------------- | -------------- | ------------------------ |
| Сільських громад    | 9633           | 5739                     |
| Приватної власності | 4024           | 1800                     |
| Іншої власності     | 99             | 48                       |
| Загалом             | 14131          | 7587                     |

Поселення волості станом на 1885:
- Вереміївка — колишнє державне та власницьке містечко за 52 версти від повітового міста, 9911 осіб, 1302 дворів, 4 православні церкви, 7 постоялих дворів, 5 лавок, базари по понеділках, 3 щорічних ярмарки, 19 водяних і 68 вітряних млинів, маслобійний завод.
- Погоріле — колишнє державне село при річках Дніпро та Річище, 756 осіб, 71 двір, 6 вітряних і 2 вітряних млини.